# Satzdorf

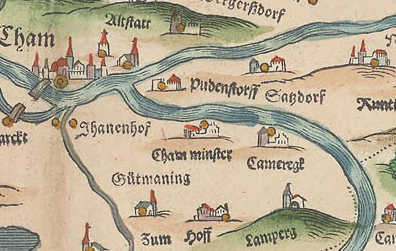
Satzdorf auf der Bayerischen Landtafel des Philipp Apian von 1568

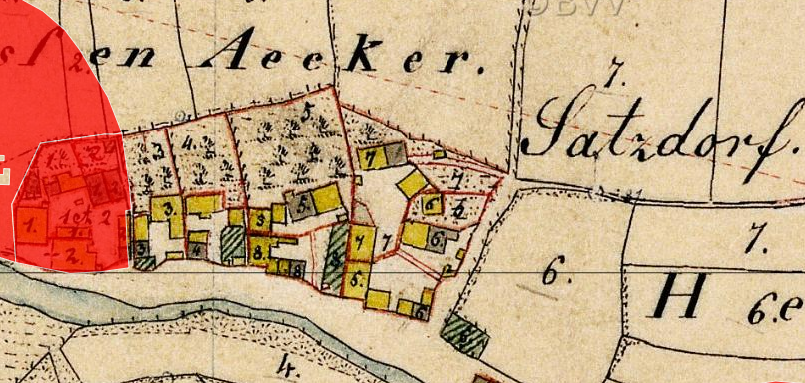
Lageplan von Schloss Satzdorf auf dem Urkataster von Bayern

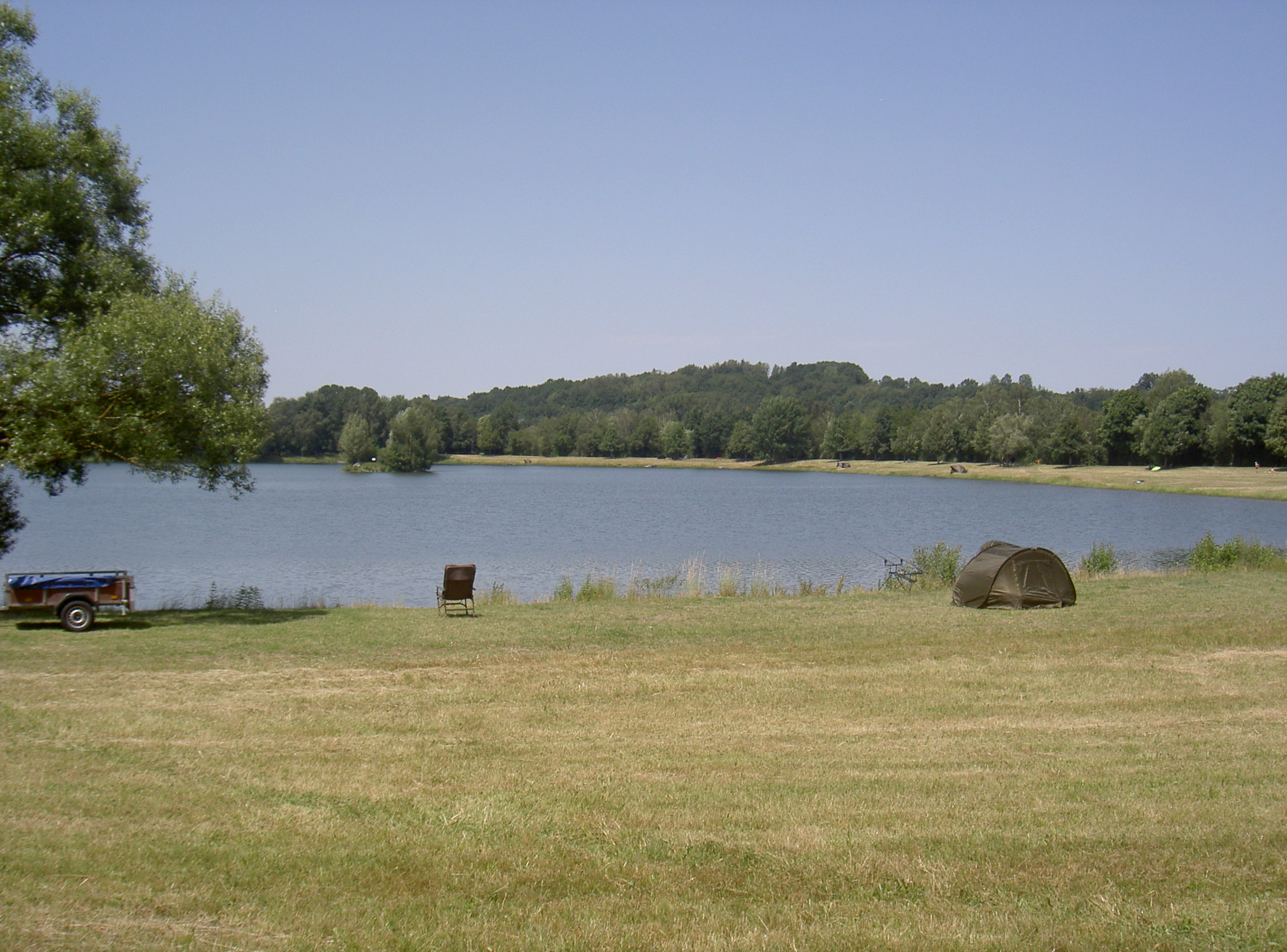
Satzdorfer See

Satzdorf ist ein Gemeindeteil der Gemeinde Runding im Landkreis Cham des Regierungsbezirks Oberpfalz im Freistaat Bayern.

## Geografie
Satzdorf liegt zwischen Chamb im Norden und Regen im Süden 4 Kilometer westlich von Runding auf der Nordseite der Bundesstraße 20. 2 Kilometer westlich von Satzdorf mündet der Chamb in den Regen. Durch Satzdorf verläuft die Bahnstrecke Cham–Bad Kötzting. Der nächste Haltepunkt ist Cham-Schwedenschanze, 2 Kilometer westlich von Satzdorf. Östlich von Satzdorf erhebt sich der 405 Meter hohe Bühl.

## Geschichte
Satzdorf (auch: Seitydorf, Seitsdorf) liegt in der Cham-Further Senke, die sowohl als Handelsstraße als auch als militärischer Aufmarschraum seit frühester Zeit Bedeutung hatte. Sie war zunächst im Besitz der Merowinger, dann der Agilolfinger. Nach Absetzung von Tassilo III. im Jahr 788 folgte den Agilolfingern das ostfränkische Königtum und im 10. Jahrhundert das deutsche Königtum. Damit wurde das Gebiet der Cham-Further Senke zum Königsland, dem Campriche. Hier wurde nun eine neue wehrpolitische Organisation geschaffen, die ein Gegengewicht zum böhmischen Chodenwesen darstellte. Besondere Bedeutung hatte in diesem Zusammenhang die Burg Cham. Im 11. Jahrhundert entstand zur weiteren militärischen Befestigung des Grenzlandes rund um die Burg Cham ein dichtes Befestigungsnetz weiterer Burgen. Zu diesen Burgen gehörte auch die Burg Satzdorf. Die Inhaber dieser Burgen waren Ministerialen der Markgrafen von Cham.
1261 wurde Satzdorf zum ersten Mal in Zusammenhang mit Heinrich von Satzdorf erwähnt. Das Geschlecht der Satzdorfer war auf der Burg Satzdorf bis 1413 ansässig. Danach ging sie in den Besitz der Perkheimer über. In den Landtafeln von 1488 und 1503 wurde Satzdorf als Landsassengut und Hofmark aufgeführt. Ab der Landtafel von 1543 fehlte es. 1458 wurde Georg Heuraws als Besitzer genannt und 1479 wieder Albrecht Perkheimer. 1489 wurde die Burg Satzdorf an Hans Scheger verkauft.
Landsassen auf Satzdorf waren 1518 Hans Scheger und dessen Kinder, dann ab 1525 Hanns Heuzer und Wolfgang Vischer. 1539 ging Satzdorf in den Besitz von Hans Seger über. 1541 wurden Wolff Vischer und Wolff Schmetterer als Inhaber von Satzdorf verzeichnet und 1545 Wolff Vischer und Paul Kutner.
1641 war Sophia Kastnerin Inhaberin von Satzdorf, danach über 100 Jahre die Amtskämmerer von Cham. 1817 kaufte der Bauer W. Vogel die Burg Satzdorf und wandelte sie in ein landwirtschaftliches Anwesen um.
Satzdorf hatte 1752 7 Anwesen, darunter ein Gemeinde-Hüthaus. Die Eigentümer hießen Prechtl, Höcht, Elbl, Meidinger, Eller, Knoll.
1808 wurde die Verordnung über das allgemeine Steuerprovisorium erlassen. Mit ihr wurde das Steuerwesen in Bayern neu geordnet und es wurden Steuerdistrikte gebildet. Dabei kam Satzdorf zum Steuerdistrikt Niederrunding. Der Steuerdistrikt Niederrunding umfasste die Orte Niederrunding, Göttling, Langwitz, Öd, Perwolfing und Satzdorf.
1821 wurden im Landgericht Cham Gemeinden gebildet. Aus dem Steuerdistrikt Niederrunding ging die Gemeinde Niederrunding hervor. Die Gemeinde Niederrunding bestand 1861 aus den Ortschaften Niederrunding, Göttling, Langwitz, Perwolfing und Satzdorf.
Bei der Gebietsreform in Bayern wurde 1972 die Gemeinde Niederrunding in die Gemeinde Runding eingemeindet.

## Pfarreizugehörigkeit
Satzdorf gehörte zunächst zur Pfarrei Chammünster. 1969 wurde es in die Pfarrkuratie St. Michael, Windischbergerdorf, umgepfarrt. 1997 hatte Satzdorf 93 Katholiken.

## Einwohnerentwicklung ab 1838
| Jahr | Einwohner | Gebäude |
| ---- | --------- | ------- |
| 1838 | 67        | 8       |
| 1861 | 62        | 37      |
| 1871 | 62        | 42      |
| 1885 | 68        | 11      |
| 1900 | 62        | 10      |
| 1913 | 57        | 9       |

| Jahr | Einwohner | Gebäude |
| ---- | --------- | ------- |
| 1925 | 66        | 10      |
| 1950 | 52        | 11      |
| 1961 | 61        | 14      |
| 1970 | 66        | k. A.   |
| 1987 | 83        | 18      |
| 2011 | 78        | k. A.   |

## Denkmalschutz und Tourismus
Das Gebiet von Satzdorf wurde bereits in vorgeschichtlicher Zeit besiedelt. Davon zeugen Siedlungen der Frühbronzezeit und der Spätlatènezeit und ein Bestattungsplatz des Frühmittelalters, die als Bodendenkmäler mit den Denkmalnummern D-3-6742-0025 und D-3-6742-0088 ausgezeichnet sind.
Ein weiteres Bodendenkmal ist der Platz, auf dem die mittelalterliche Burg Satzdorf stand. Er hat die Denkmalnummer D-3-6742-0026.
Westlich grenzen an Satzdorf einige Weiher, die aus ehemalige Kiesgruben des Josef Rädlinger Bauunternehmens entstanden sind und vom Sickerwasser von Chamb und Regen gespeist werden. Der größte von ihnen heißt Satzdorfer See. Er bietet Angel-, Zelt- und Bademöglichkeiten.
Durch Satzdorf und am Ufer des Satzdorfer Sees entlang verläuft der Haidsteiner Weg. Dieser Haidsteiner Weg kann als Zubringer zum Europäischen Fernwanderweg E6 (E6) genutzt werden. Er führt nach Haidstein. Dort zweigt Richtung Nordosten der Baierweg ab, welcher auf dem Nordwesthang des Hohen Bogens auf den E6 trifft.
Durch Satzdorf führen verschiedene Radwanderwege, darunter der:
- Ostbayerische Jakobs-Radpilgerweg (Eschlkam-Regensburg-Donauwörth)[32][33]
- Chambtal-Radweg[34]
- München-Regensburg-Prag Radweg[35]
- Regental-Radweg[36]
- Grünes Dach-Radweg[37]